# 新鱷類
新鱷類（学名：Neosuchia）是中真鱷類的一個演化支。
新鱷類是在1998年被提出，目前有多種不同版本的定義範圍。根據2001年的研究，新鱷類的定義為：鱷形超目之中，親緣關係接近尼羅鱷，而離諾托鱷較遠的所有物種。因此也包含現代鱷魚。
新鱷類是個非常多樣性的演化支，可能是個複系群。新鱷類首次出現於侏羅紀早期，已知最早的新鱷類是稜角鱗鱷科的卡索亞鱷，生存於錫內穆階到普連斯巴奇階。

## 特徵
新鱷類的前上頜骨、上頜骨牙齒之間有個中斷處，但後期新鱷類已失去這個特徵，尤其是短吻鱷科。

## 分類
- 新鱷類 Neosuchia
  - †空阔鳄属 Khoratosuchus
  - †里斯本鳄属 Lisboasaurus
  - ?†绿洲鳄属 Wahasuchus
  - †地位未定 incertae sedis
    - †三角鳄属 Deltasuchus
    - †卡腊套鳄属 Karatausuchus
    - †属 Montsecosuchus
    - †帕拉克鳄属 Paluxysuchus
    - †索托鳄属 Stolokrosuchus
    - †兽鳄属 Theriosuchus

  - †苏西鳄科 Susisuchidae
  - †海鳄亚目 Thalattosuchia
    - †佩拉古鳄属 Pelagosaurus
    - †真蜥鳄科 Teleosauridae
    - †地蜥鳄超科 Metriorhynchoidea
      - †远距鳄属 Teleidosaurus
      - †属 Eoneustes
      - †属 Zoneait
      - †马扎尔鳄属 Magyarosuchus
      - †地蜥鳄科 Metriorhynchidae

  - †腔颌鳄类 Coelognathosuchia
    - †棱角鳞鳄科 Goniopholididae
    - †特提斯鳄亚目 Tethysuchia
      - †埃罗鳄科 Elosuchidae
      - †森林鳄科 Dyrosauridae
      - †大头鳄科 Pholidosauridae

  - †腔鳄科 Stomatosuchidae
  - ?†伯尼斯鳄科 Bernissartiidae
  - †吉尔克里斯特鳄属 Gilchristosuchus
  - 真鳄类 Eusuchia

## 外部連結
- Neosuchia （页面存档备份，存于） in the Paleobiology Database